# Listes d'artistes allemands
 (mars 2025).
Motif : Aucune source externe pour juger de la pertinence des noms cités. Pas de plus-value par rapport à Catégorie:Artiste allemand, sauf une sélection apparemment arbitraire.
- Archive Wikiwix
- Bing
- Cairn
- DuckDuckGo
- E. Universalis
- Gallica
- Google
- G. Books
- G. News
- G. Scholar
- Persée
- Qwant
- (zh) Baidu
- (ru) Yandex
- (wd) trouver des œuvres sur Wikidata

| 1. | Préciser le motif de la pose du bandeau. | Précisez le motif de la pose du bandeau en utilisant la syntaxe suivante : {{admissibilité à vérifier\|date=août 2025\|motif=remplacez ce texte par le motif}}                                   |
| 2. | Informer les utilisateurs concernés.     | Pensez à avertir le créateur de l'article, par exemple, en insérant le code ci-dessous sur sa page de discussion : {{subst:avertissement admissibilité à vérifier\|Listes d'artistes allemands}} |

Voici une liste d'artistes allemands notables, classée en ordre alphabétique.

## Liste
- Haut – A
- B
- C
- D
- E
- F
- G
- H
- I
- J
- K
- L
- M
- N
- O
- P
- Q
- R
- S
- T
- U
- V
- W
- X
- Y
- Z

### A
- Tomma Abts
- Heinrich Aldegraver
- Albrecht Altdorfer
- Kai Althoff
- Markus Amm (en)
- Gerd Aretz
- Jean Arp
- Artists Anonymous (en)
- Frères Asam
- Cosmas Damian Asam
- Egid Quirin Asam
- Isidor Ascheim
- Jim Avignon
- Katrin Alvarez (de)

### B
- Johannes Baader
- Caroline Bardua
- Michael Bauer
- Johann Wolfgang Baumgartner (1702 – 61)
- Barthel Beham
- Wilfried Behre (en)
- Hans Bellmer
- Ella Bergmann-Michel
- Joseph Beuys
- Anna and Bernhard Blume (en)
- Bärbel Bohley
- Eberhard Bosslet
- Erwin Bowien
- Philip Bußmann (en)
- Hans Burgkmair
- Michael Buthe
- Bill Kaulitz

### C
- Johann Joseph Christian (en)
- Shane Cooper
- Charles Crodel

### D
- Darco
- Dietmar Damerau (en)
- Wilm Dedeke
- Johann Melchior Dinglinger
- Albrecht Dürer

### E
- Otto Eckmann
- Martin Eder (en)
- Erwin Eisch (en)
- Knut Ekvall
- Max Ernst

### F
- Ludwig Fahrenkrog
- Lyonel Feininger
- Feuchtmayer
- Johann Michael Feuchtmayer the Elder (en)
- Franz Xaver Feuchtmayer the Younger (en)
- Franz Joseph Feuchtmayer
- Franz Xaver Feuchtmayer (en)
- Johann Michael Feuchtmayer (en)
- Joseph Anton Feuchtmayer
- Michael Feuchtmayer (en)
- Karl von Fischer
- Ferdinand Wolfgang Flachenecker
- Elsa von Freytag-Loringhoven
- Johnny Friedlaender
- Caspar David Friedrich
- David Füleki

### G
- Heinrich Gätke
- Isa Genzken
- Sigfried Giedion
- Mathias Goeritz
- Henry Gowa
- Carl Grossberg
- Dieter Grossmann (en)
- Matthias Grünewald
- Ignaz Günther
- Matthäus Günther (en)

### H
- Hans Haacke
- Karl Hagedorn (en)
- Hanns Scharff (en)
- Alfred Harth
- Kati Heck
- Wilhelm Heine
- Bettina Heinen-Ayech
- Erna Heinen-Steinhoff
- Hanns Heinen
- Amalia von Helvig (en)
- Augustin Hirschvogel
- Hannah Höch
- Heinrich Hoerle
- Hans Holbein l'Ancien
- Herbert Holzing (en)
- Ottmar Hörl (en)
- Rebecca Horn
- Karl Hubbuch (en)
- JoKarl Huber
- Johann Erdmann Hummel
- Maria Innocentia Hummel
- Otto Hupp

### J
- Jaan Patterson (en)
- Janosch
- Horst Janssen
- Wolfgang Joop

### K
- Johann Joachim Kändler
- Wolf Kahlen (en)
- Leo Kahn (en)
- Johannes Kahrs (artist) (en)
- Hanns-Christian Kaiser (en)
- Hans Kemmer
- Georg Friedrich Kersting
- Ludwig Kieninger (en)
- Martin Kippenberger
- Paul Klee
- Leo von Klenze
- Werner Klemke
- Erich Klossowski
- August Klotz (en)
- Thomas Köner
- Gerhard von Kügelgen

### L
- Ulf Langheinrich
- Rainer Maria Latzke (en)
- Heinrich Leutemann
- Max Liebermann
- Elfriede Lohse-Wächtler
- Lore Lorentz (en)
- Bernd Luz

### M
- August Macke
- Alfred Mahlau (en)
- Eduard Magnus
- Franz Marc
- Maître du Livre de Raison
- Maître L. Cz.
- Christoph Meckel (en)
- Johann Peter Melchior
- Adolph von Menzel
- Milky Chance
- Amud Uwe Millies
- Manfred Mohr
- Wolfgang Müller
- Georg Mühlberg

### N
- Georg Nees
- Renee Nele
- Gert Neuhaus (en)
- Thomas Neumann

### O
- Karl Oenike (en)
- Meret Oppenheim

### P
- Otto Pankok (en)
- Bruno Paul
- Otto Piene
- Friedrich Preller
- Paul Preuning

### R
- Neo Rauch
- Sandra Rauch
- Mirko Reisser (DAIM)
- Alfred Rethel
- Gerhard Richter
- Henry James Richter (en)
- Hans Richter
- Tilman Riemenschneider
- Dieter Roth
- Christoph Ruckhäberle (en)

### S
- August Sander
- Silke Schatz (en)
- Ilka Schönbein
- Adolf Schreyer
- Simon Schubert
- Emil Schult (en)
- Thomas Schütte
- Kurt Schwitters
- Franz Wilhelm Seiwert
- Gert Sellheim (en)
- Florian Slotawa (en)
- Conrad von Soest
- Karin Ulrike Soika (de)
- Virgil Solis
- Michael Sowa (en)
- Franz Joseph Spiegler
- Bodo Sperling
- Birgit Stauch (en)
- Hans Steinbach (en)
- Johannes Stenrat (en)
- Veit Stoss
- Johann Baptist Straub
- Madeleine Strindberg (en)
- Gunta Stölzl
- Peter Eduard Stroehling

### T
- Ruben Talberg (en)
- Susanne Tunn (en)
- Rosemarie Trockel

### U
- Ulay

### V
- van Ray (en)
- Markus Vater (en)
- Hans Vincenz
- Peter Vischer l'Ancien
- Wolf Vostell

### W
- Carl Wagner (painter) (en)
- Horst Walter (en)
- Karl Walther
- Petrus Wandrey (en)
- Karl Josef Weinmair (en)
- Victor Weisz (en)
- A. R. Penck
- Adolf Wissel,
- Herma Auguste Wittstock (en)
- Henry Otto Wix (en)
- Gert Heinrich Wollheim
- Paul Wunderlich

### Z
- Gabriel Zehender (en)
- Adolf Ziegler
- Johann Baptist Zimmermann
- Thomas Zipp (en)